# 5140 Кіда
5140 Кіда (5140 Kida) — астероїд головного поясу, відкритий 8 грудня 1990 року.
Тіссеранів параметр щодо Юпітера — 3,159.